# Sicyos chaetocephalus
Sicyos chaetocephalus är en gurkväxtart som beskrevs av Hermann August Theodor Harms. Sicyos chaetocephalus ingår i släktet hårgurkor, och familjen gurkväxter. Inga underarter finns listade i Catalogue of Life.